# DAF 66

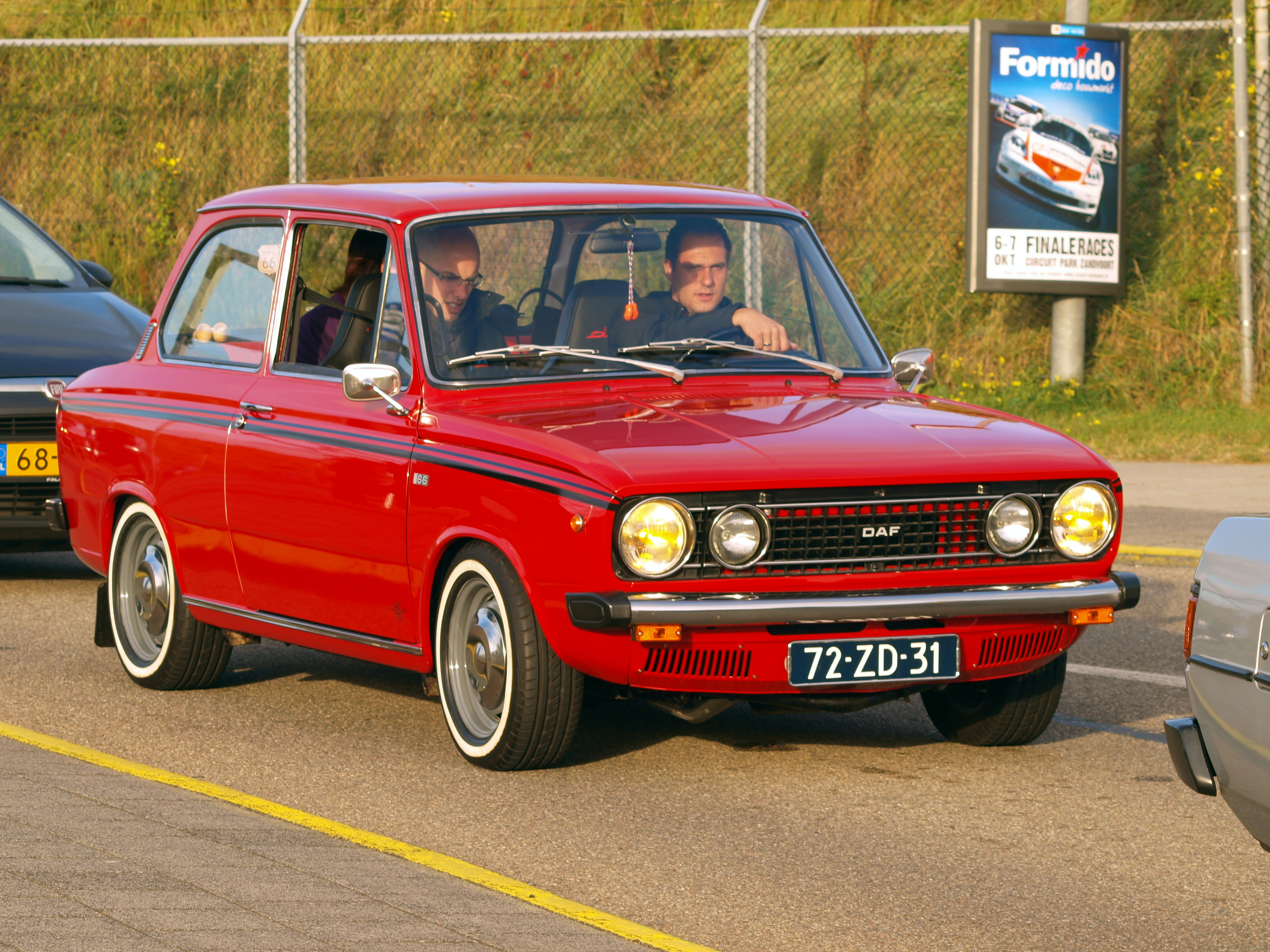
DAF 66 Marathon

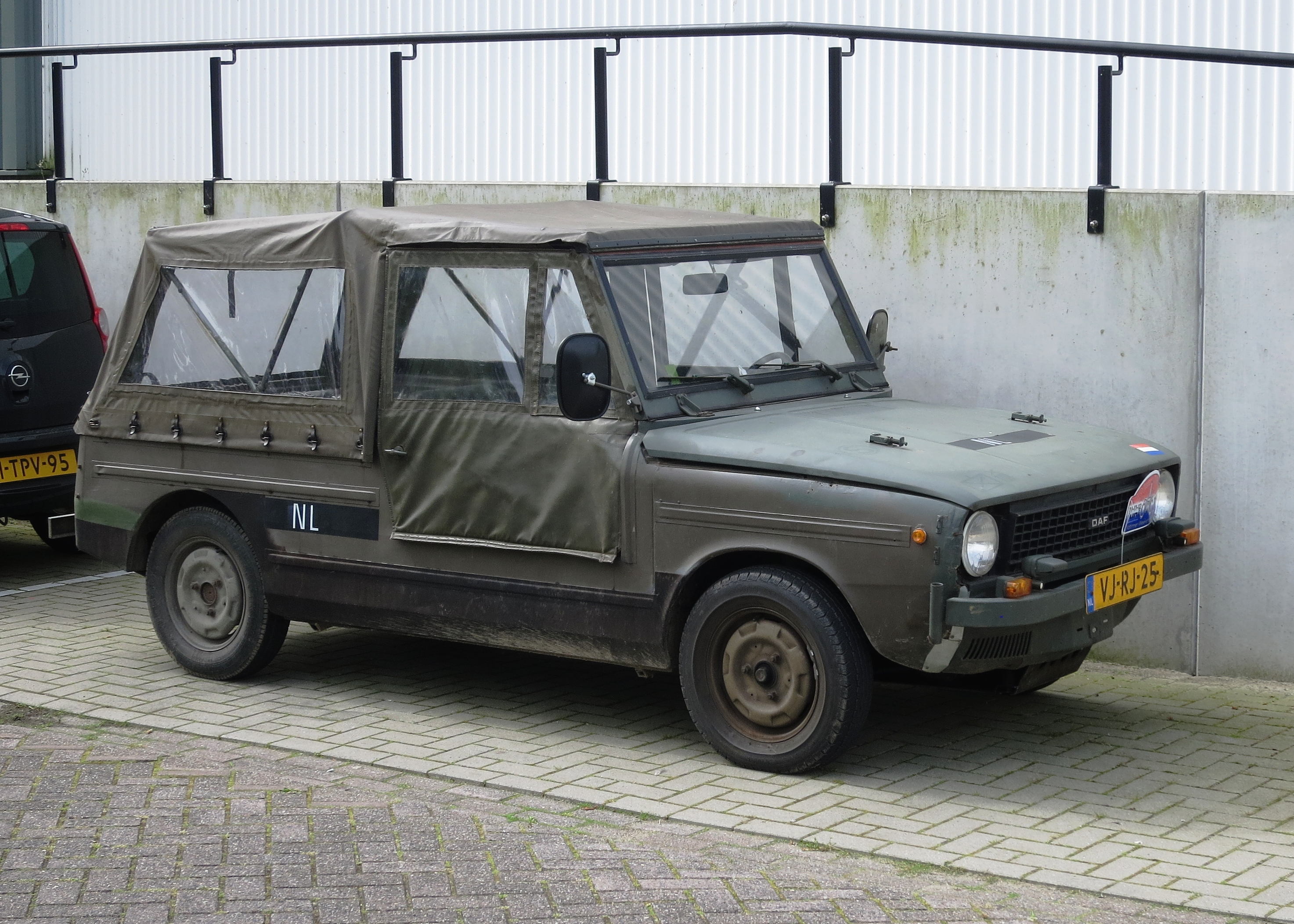
DAF YA 66

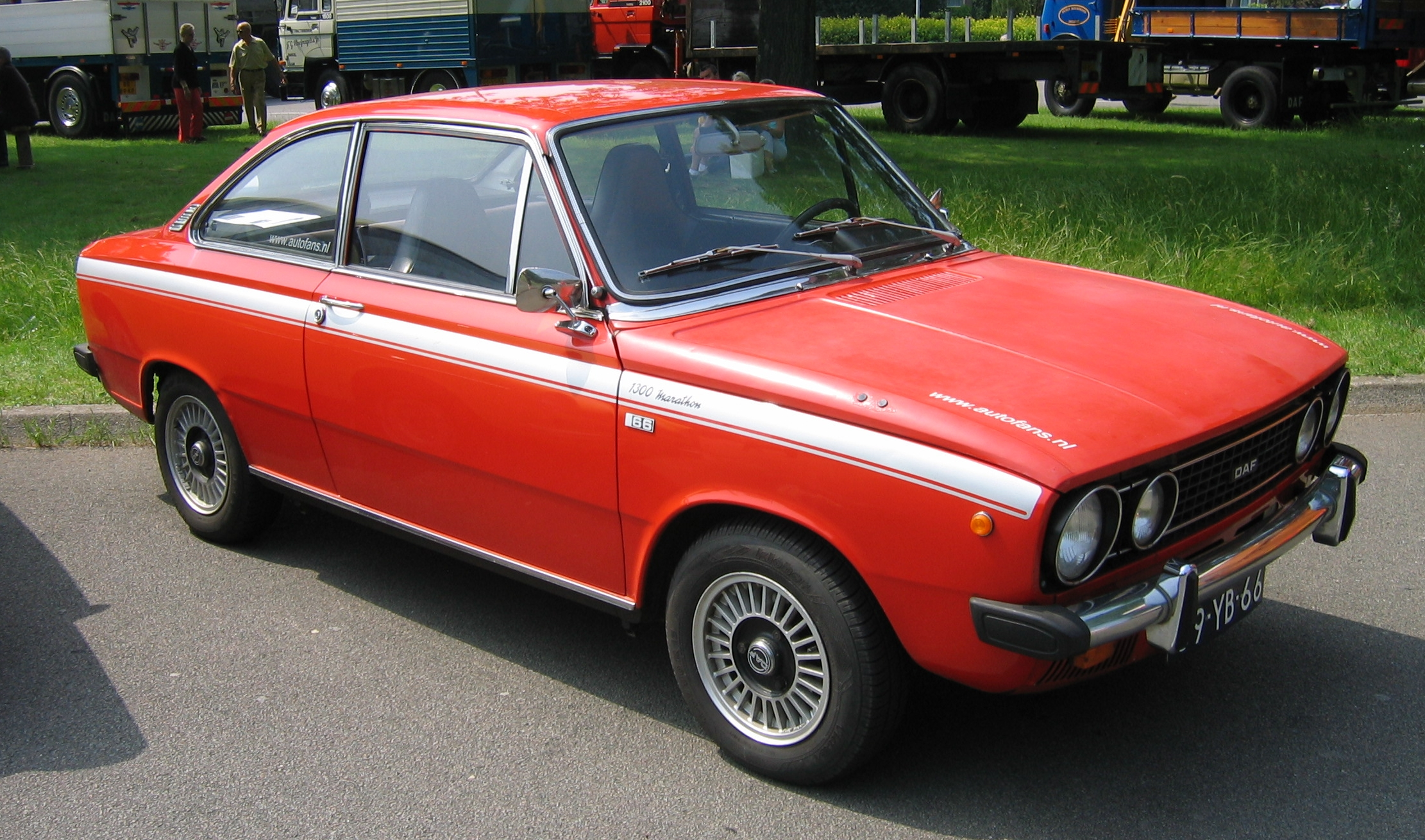
DAF 66 Marathon Coupe

DAF 66 — невеликий автомобіль голландської фірми DAF, що випускалася з 1972 по 1975 роки. Автомобіль був подальшим розвитком DAF 55. DAF 66 виготовлявся в кузовах седан, універсал, купе.
У 1973 році з'явилася версія Марафон (англ. Marathon) з 1,3 л двигуном потужністю 57 к.с. Зовні він відрізнявся від 1,1 літрової моделі здвоєними фарами.
Автомобілі продавалися і після покупки легкового підрозділу компанією Volvo. Однак в серпні 1975 автомобілі продавалися вже як Volvo 66.
Як і інші автомобілі DAF, в автомобілі використовувалася безступінчата трансмісія DAF Variomatic.
Для нідерландських збройних сил виготовлялася спеціальна версія DAF 66YA, на базі моделі з 1,1 л двигуном, але мала поліпшену підвіску і інший кузов. Всього було випущено 1201 екземпляр, в наші дні ці моделі особливо цінуються колекціонерами.
Всього виготовлено 146 297 автомобілів.

## Двигуни
- 1.1 L (1108 cc) OHV І4
- 1.3 L (1289 cc) OHV І4